# Altay (miasto)
Altay lub Aletai (chiń. upr. 阿勒泰; pinyin: Ālètài; ujg. ئالتاي ; Altay) – miasto w północno-zachodnich Chinach, w Sinciangu, u podnóży Ałtaju Mongolskiego. W 2010 roku liczba mieszkańców miasta wynosiła 147 645.
Siedziba prefektury Altay.